# Baconia slipinskii
Espèce
Baconia slipinskii est une espèce de coléoptères de la famille des Histeridae,.

## Systématique
L'espèce Baconia slipinskii a été décrite en 1981 par l'entomologiste polonais Miłosz A. Mazur (d).

## Étymologie
Baconia slipinskii est une espèce nommée en l'honneur de Stanisław Adam Ślipiński, un entomologiste polonais.